# الحوطة (الحديدة)

تعديل مصدري - تعديل

الحوطة هي إحدى قرى مديرية زبيد، التابعة لمحافظة الحديدة اليمنية، بلغ تعداد سكانها 4112 نسمة حسب الإحصاء الذي جرى عام 2004.